# La Ferrière (Isère)
La Ferrière korábbi község (település) Franciaországban, Isère megyében. 2019. január 1-jén Pinsot  községgel egyesült és Le Haut-Bréda új község része lett.
Lakosainak száma 229 fő (2018. január 1.). La Ferrière Crêts-en-Belledonne, Theys, Vaujany, Saint-Colomban-des-Villards, Les Adrets, Allemond, Laval-en-Belledonne és Pinsot községekkel határos.

## Népesség
A település népességének változása:
| Lakosok száma | 231  | 231  | 236  | 230  | 229  |
|               | 2013 | 2015 | 2016 | 2017 | 2018 |